# Thomas Weelkes
Thomas Weelkes (døbt 25. oktober 1576, begravet 1. december 1623) var en engelsk komponist og organist. Weelkes er navnlig kendt for sine madrigaler, der er blandt de bedste engelske.[kilde mangler]